# Юра, Сойер
Сойер Джордж Юра (англ. Sawyer George Jura; род. 9 марта 2006) — американский футболист, защитник клуба «Портленд Тимберс».

## Клубная карьера
Юра — воспитанник клуба «Портленд Тимберс». 15 сентября 2022 года в матче против дублёров «Ванкувер Уайткэпс» игрок дебютировал в MLS Next Pro за дублирующий состав. 5 июля 2024 года в матче против «Далласа» он дебютировал в MLS.

## Международная карьера
В 2023 году в составе юношеской сборной США Юра принял участие в юношеском чемпионате КОНКАКАФ в Гватемалы. На турнире он сыграл в матчах против сборных Барбадоса, Тринидада и Тобаго, Канады, Доминиканской Республики, Гватемалы и Мексики.